# Je-wang-ui ttal, Su Baek-hyang
Je-wang-ui ttal, Su Baek-hyang (제왕의 딸 수백향?, lett. La figlia del re, Su Baek-hyang; titolo internazionale The King's Daughter, Soo Baek-hyang, conosciuto anche come The Daughter of the Emperor) è un serial televisivo sudcoreano trasmesso su MBC dal 30 settembre 2013 al 14 marzo 2014. Inizialmente erano previsti 120 episodi, ma furono ridotti a 108 il 4 marzo 2014.

## Trama
Yung è un generale di successo nell'esercito di suo cugino, re Dongseong, ed è innamorato di Chae-hwa, figlia del funzionario di corte Baek-ga, il quale vuole che Yung salga sul trono e la figlia diventi regina. Quando Baek-ga viene accusato dell'omicidio del re, i due amanti si separano: Chae-hwa viene portata a Gaya dal servo Goo-chun e dà alla luce la figlia di Yung, Seol-nan; sposa poi il suo salvatore e, alcuni anni dopo, partorisce una seconda figlia, Seol-hee. Yung, invece, crede che l'amata sia morta e sale al trono come re Muryeong. Per proteggere il figlio del defunto re, Jin-moo, ne fa prendere il posto al proprio figlio Myung-nong. Anni dopo, Seol-nan s'innamora di Myung-nong, mentre la sua ambiziosa sorellastra Seol-hee cerca di diventare principessa.

## Personaggi
- Soo Baek-hyang/Seol-nan, interpretata da Seo Hyun-jin
Figlia di Chae-hwa e re Muryeong, principessa di Baekje.
- Myung-nong, poi re Seong, interpretato da Jo Hyun-jae e Jun Jin-seo (da bambino)
Figlio di re Dongseong, fatto passare per il figlio di re Muryeong.
- Seol-hee, interpretata da Seo Woo
Sorellastra di Seol-nan, figlia minore di Chae-hwa e Goo-chun.
- Jin-moo, interpretato da Jun Tae-soo
Figlio di re Muryeong, fatto passare per il figlio di re Dongseong.
- Chae-hwa, interpretata da Myung Se-bin
Madre di Seol-nan e Seol-hee, donna amata da re Muryeong.
- Goo-chun, interpretato da Yoon Tae-young
Servo muto della famiglia di Chae-hwa, è innamorato di lei. È morto forte.
- Re Muryeong, interpretato da Lee Jae-ryong
Padre di Seol-nan e Jin-moo, sale al trono dopo la morte del cugino Dongseong.
- Do-rim, interpretata da Cha Hwa-yeon
Maestra di Seol-nan.
- Ttol-dae, interpretato da Kim Roe-ha
Bandito, poi membro della Banda. È innamorato di Yeo-ok.
- Mang-goo, interpretato da Kim Min-gyo
Bandito, poi membro della Banda.
- Dae-woon, interpretato da Sung Ji-ru
Capo della Banda.
- Re Gaero, interpretato da Lee Ki-young
Padre di re Muryeong.
- Re Dongseong, interpretato da Jung Chan
Padre di Myung-nong, cugino di re Muryeong.
- Maresciallo Hae, interpretato da Jung Sung-mo
Maresciallo di Baekje.
- Yeon Bool-tae, interpretato da Kim Byung-ok
Ministro di Baekje, complotta per mettere Jin-moo sul trono.
- Regina Eun-hye, interpretata da Im Se-mi
Terza moglie di re Muryeong.
- Gong-ok, interpretata da Hwang Young-hee
Cameriera della regina Eun-hye.
- Hong-rim, interpretato da Jung Suk-yong
Eunuco.
- Na-eun, interpretata da Ga Deuk-hee
Cameriera di Seol-hee nel palazzo di Baekje.
- Woo-chi, interpretato da Jun Shin-hwan
Guardia fidata di Jin-moo.
- Yeo-mok, interpretato da Choi Bum-ho
Ministro di Baekje.
- Baek-ga, interpretato da Ahn Suk-hwan
Padre di Chae-hwa.
- Yeon-ro, interpretato da Woo Sang-jun
- Eun-sol, interpretato da Song Min-hyung
Ministro di Baekje.
- Heung-ahn, interpretato da Kang Sin-cheol
- Soonimoon, interpretato da Kim Young-jae
Re di Gaya.
- Kang-bok, interpretato da Yeo Eui-joo
Guardia personale di Myung-nong.
- Dama So-jung, interpretata da Lee Hye-eun
Moglie del maresciallo Hae.
- Yong Goo-daek, interpretata da Seo Yi-sook
Vedova che vive a Gaya.
- Mak-geum, interpretata da Lee Mi-do
Cameriera personale di Chae-hwa.
- Eul-mil, interpretato da Jung Hee-gap
- Mo-baek, interpretato da Jang Myung-gap
- Yeo-ok, interpretata da Park Hee-jin
Locandiera.
- Kko-mak, interpretato da Choi Joon-hyuk
Ragazzo di Gaya innamorato di Seol-hee.
- Yong-goo, interpretato da Lee Dong-yoon
Ragazzo di Gaya innamorato di Seol-nan.
- Deok-soe, interpretato da Lee Choong-sik
Servo di Baek-ga.
- Baek No-boon, interpretato da Jung Se-hyung
- Eok-chool, interpretato da Min Joon-hyun
- Moo-man, interpretato da Gi Se-hyung

## Ascolti
| Episodio | Data di trasmissione | Dati TNMS           | Dati TNMS                  | Dati AGB            | Dati AGB                   |
| Episodio | Data di trasmissione | A livello nazionale | Area metropolitana di Seul | A livello nazionale | Area metropolitana di Seul |
| -------- | -------------------- | ------------------- | -------------------------- | ------------------- | -------------------------- |
| 1        | 30 settembre 2013    | 7,4%                | 8,8%                       | 7,5%                | 8,6%                       |
| 2        | 1 ottobre 2013       | 7,5%                | 8,2%                       | 7,3%                | 8,5%                       |
| 3        | 2 ottobre 2013       | 7,1%                | 8,4%                       | 6,7%                | 8,0%                       |
| 4        | 3 ottobre 2013       | 5,5%                | 6,2%                       | 6,5%                | 7,5%                       |
| 5        | 4 ottobre 2013       | 5,6%                | 5,7%                       | 5,6%                | 5,8%                       |
| 6        | 7 ottobre 2013       | 7,7%                | 9,0%                       | 7,1%                | 7,9%                       |
| 7        | 8 ottobre 2013       | 7,5%                | 8,7%                       | 7,1%                | 8,0%                       |
| 8        | 9 ottobre 2013       | 8,5%                | 9,4%                       | 8,2%                | 8,7%                       |
| 9        | 10 ottobre 2013      | 7,2%                | 7,4%                       | 7,4%                | 8,3%                       |
| 10       | 11 ottobre 2013      | 6,6%                | 7,4%                       | 6,6%                | 7,3%                       |
| 11       | 15 ottobre 2013      | 5,6%                | 6,1%                       | 6,1%                | 6,6%                       |
| 12       | 17 ottobre 2013      | 6,4%                | 7,2%                       | 6,9%                | 7,6%                       |
| 13       | 18 ottobre 2013      | 5,7%                | 6,2%                       | 5,6%                | 5,7%                       |
| 14       | 21 ottobre 2013      | 7,5%                | 7,6%                       | 7,0%                | 7,3%                       |
| 15       | 22 ottobre 2013      | 7,8%                | 8,6%                       | 7,7%                | 8,3%                       |
| 16       | 23 ottobre 2013      | 7,7%                | 8,2%                       | 7,1%                | 7,8%                       |
| 17       | 24 ottobre 2013      | 7,8%                | 8,3%                       | 7,4%                | 8,2%                       |
| 18       | 25 ottobre 2013      | 7,7%                | 8,4%                       | 6,1%                | 6,7%                       |
| 19       | 28 ottobre 2013      | 6,7%                | 7,2%                       | 8,0%                | 8,4%                       |
| 20       | 29 ottobre 2013      | 6,9%                | 7,2%                       | 7,3%                | 8,0%                       |
| 21       | 30 ottobre 2013      | 7,6%                | 8,1%                       | 7,3%                | 8,1%                       |
| 22       | 1 novembre 2013      | 6,8%                | 7,8%                       | 7,6%                | 7,9%                       |
| 23       | 4 novembre 2013      | 6,9%                | 7,1%                       | 7,6%                | 8,3%                       |
| 24       | 5 novembre 2013      | 8,4%                | 9,1%                       | 8,7%                | 9,6%                       |
| 25       | 6 novembre 2013      | 8,1%                | 8,5%                       | 8,2%                | 8,6%                       |
| 26       | 7 novembre 2013      | 7,8%                | 8,0%                       | 8,3%                | 9,3%                       |
| 27       | 8 novembre 2013      | 7,7%                | 8,4%                       | 8,1%                | 9,1%                       |
| 28       | 11 novembre 2013     | 8,5%                | 9,3%                       | 7,5%                | 7,9%                       |
| 29       | 12 novembre 2013     | 8,0%                | 8,6%                       | 8,8%                | 9,3%                       |
| 30       | 13 novembre 2013     | 6,9%                | 7,3%                       | 8,0%                | 8,6%                       |
| 31       | 14 novembre 2013     | 8,2%                | 8,8%                       | 7,6%                | 8,4%                       |
| 32       | 15 novembre 2013     | 6,4%                | 6,6%                       | 5,7%                | 6,6%                       |
| 33       | 18 novembre 2013     | 7,8%                | 8,8%                       | 8,6%                | 9,4%                       |
| 34       | 19 novembre 2013     | 8,8%                | 10,1%                      | 8,7%                | 9,3%                       |
| 35       | 20 novembre 2013     | 8,2%                | 8,0%                       | 7,6%                | 8,0%                       |
| 36       | 21 novembre 2013     | 8,4%                | 8,6%                       | 8,1%                | 8,4%                       |
| 37       | 22 novembre 2013     | 8,1%                | 8,4%                       | 7,9%                | 8,5%                       |
| 38       | 25 novembre 2013     | 8,8%                | 10,6%                      | 8,5%                | 8,9%                       |
| 39       | 26 novembre 2013     | 8,2%                | 9,0%                       | 8,7%                | 9,0%                       |
| 40       | 27 novembre 2013     | 8,3%                | 8,1%                       | 8,6%                | 9,2%                       |
| 41       | 28 novembre 2013     | 8,6%                | 9,5%                       | 8,8%                | 9,6%                       |
| 42       | 29 novembre 2013     | 7,8%                | 8,7%                       | 7,7%                | 8,2%                       |
| 43       | 2 dicembre 2013      | 10,1%               | 11,7%                      | 8,6%                | 9,0%                       |
| 44       | 3 dicembre 2013      | 9,7%                | 9,9%                       | 9,7%                | 10,7%                      |
| 45       | 4 dicembre 2013      | 8,7%                | 9,4%                       | 9,2%                | 10,0%                      |
| 46       | 5 dicembre 2013      | 8,6%                | 9,2%                       | 9,6%                | 10,2%                      |
| 47       | 6 dicembre 2013      | 8,2%                | 8,5%                       | 8,2%                | 9,1%                       |
| 48       | 9 dicembre 2013      | 8,9%                | 10,3%                      | 9,7%                | 10,3%                      |
| 49       | 10 dicembre 2013     | 9,4%                | 10,4%                      | 10,0%               | 10,4%                      |
| 50       | 11 dicembre 2013     | 8,5%                | 9,6%                       | 9,0%                | 9,1%                       |
| 51       | 12 dicembre 2013     | 9,3%                | 10,8%                      | 9,1%                | 9,2%                       |
| 52       | 13 dicembre 2013     | 8,0%                | 8,9%                       | 8,4%                | 9,5%                       |
| 53       | 16 dicembre 2013     | 9,3%                | 10,8%                      | 8,8%                | 9,1%                       |
| 54       | 17 dicembre 2013     | 9,4%                | 10,9%                      | 9,2%                | 9,4%                       |
| 55       | 18 dicembre 2013     | 9,0%                | 9,9%                       | 9,0%                | 9,7%                       |
| 56       | 19 dicembre 2013     | 8,4%                | 9,0%                       | 8,9%                | 9,5%                       |
| 57       | 20 dicembre 2013     | 7,7%                | 8,4%                       | 9,2%                | 9,4%                       |
| 58       | 23 dicembre 2013     | 9,9%                | 10,1%                      | 9,5%                | 10,5%                      |
| 59       | 24 dicembre 2013     | 8,9%                | 9,9%                       | 9,6%                | 10,5%                      |
| 60       | 25 dicembre 2013     | 9,1%                | 10,1%                      | 10,3%               | 11,5%                      |
| 61       | 26 dicembre 2013     | 9,3%                | 10,2%                      | 10,2%               | 11,4%                      |
| 62       | 27 dicembre 2013     | 7,8%                | 8,0%                       | 9,1%                | 9,8%                       |
| 63       | 1 gennaio 2014       | 9,7%                | 10,5%                      | 10,6%               | 11,6%                      |
| 64       | 2 gennaio 2014       | 9,3%                | 10,2%                      | 9,6%                | 10,6%                      |
| 65       | 3 gennaio 2014       | 8,3%                | 9,5%                       | 8,9%                | 9,4%                       |
| 66       | 6 gennaio 2014       | 9,2%                | 10,4%                      | 10,4%               | 10,6%                      |
| 67       | 7 gennaio 2014       | 10,3%               | 11,6%                      | 10,2%               | 11,0%                      |
| 68       | 8 gennaio 2014       | 9,6%                | 11,1%                      | 9,0%                | 9,7%                       |
| 69       | 9 gennaio 2014       | 8,7%                | 9,7%                       | 9,6%                | 10,8%                      |
| 70       | 10 gennaio 2014      | 8,9%                | 10,8%                      | 8,4%                | 9,0%                       |
| 71       | 13 gennaio 2014      | 9,9%                | 11,9%                      | 9,3%                | 10,1%                      |
| 72       | 14 gennaio 2014      | 10,1%               | 11,6%                      | 10,5%               | 10,7%                      |
| 73       | 15 gennaio 2014      | 8,8%                | 10,3%                      | 9,9%                | 10,3%                      |
| 74       | 16 gennaio 2014      | 10,5%               | 12,3%                      | 10,2%               | 10,4%                      |
| 75       | 17 gennaio 2014      | 8,2%                | 8,3%                       | 8,9%                | 9,9%                       |
| 76       | 20 gennaio 2014      | 9,8%                | 11,6%                      | 10,3%               | 11,4%                      |
| 77       | 21 gennaio 2014      | 9,8%                | 10,6%                      | 11,1%               | 12,1%                      |
| 78       | 22 gennaio 2014      | 9,7%                | 9,8%                       | 9,7%                | 9,8%                       |
| 79       | 23 gennaio 2014      | 9,4%                | 11,4%                      | 9,7%                | 10,6%                      |
| 80       | 24 gennaio 2014      | 9,6%                | 10,1%                      | 9,2%                | 9,5%                       |
| 81       | 27 gennaio 2014      | 10,0%               | 11,1%                      | 9,0%                | 9,4%                       |
| 82       | 28 gennaio 2014      | 9,4%                | 10,5%                      | 9,8%                | 10,3%                      |
| 83       | 29 gennaio 2014      | 9,2%                | 10,2%                      | 9,1%                | 9,3%                       |
| 84       | 3 febbraio 2014      | 10,6%               | 12,0%                      | 10,8%               | 11,1%                      |
| 85       | 4 febbraio 2014      | 10,6%               | 11,5%                      | 10,6%               | 11,1%                      |
| 86       | 5 febbraio 2014      | 9,6%                | 10,3%                      | 10,0%               | 10,5%                      |
| 87       | 6 febbraio 2014      | 9,8%                | 11,0%                      | 10,1%               | 10,7%                      |
| 88       | 7 febbraio 2014      | 9,3%                | 9,7%                       | 10,0%               | 10,6%                      |
| 89       | 13 febbraio 2014     | 8,6%                | 9,1%                       | 9,1%                | 9,5%                       |
| 90       | 14 febbraio 2014     | 10,0%               | 10,9%                      | 9,1%                | 9,6%                       |
| 91       | 17 febbraio 2014     | 10,9%               | 12,4%                      | 10,6%               | 10,8%                      |
| 92       | 19 febbraio 2014     | 10,8%               | 11,7%                      | 11,5%               | 11,5%                      |
| 93       | 20 febbraio 2014     | 10,7%               | 11,3%                      | 10,7%               | 10,8%                      |
| 94       | 24 febbraio 2014     | 10,0%               | 12,9%                      | 10,9%               | 11,8%                      |
| 95       | 25 febbraio 2014     | 10,9%               | 12,3%                      | 11,6%               | 11,7%                      |
| 96       | 26 febbraio 2014     | 10,5%               | 11,1%                      | 10,8%               | 10,5%                      |
| 97       | 27 febbraio 2014     | 11,1%               | 12,4%                      | 10,8%               | 11,5%                      |
| 98       | 28 febbraio 2014     | 10,0%               | 11,0%                      | 11,4%               | 11,2%                      |
| 99       | 3 marzo 2014         | 10,6%               | 12,2%                      | 11,8%               | 12,0%                      |
| 100      | 4 marzo 2014         | 10,4%               | 11,0%                      | 11,4%               | 11,5%                      |
| 101      | 5 marzo 2014         | 11,1%               | 12,2%                      | 10,5%               | 10,2%                      |
| 102      | 6 marzo 2014         | 10,5%               | 12,2%                      | 10,7%               | 11,0%                      |
| 103      | 7 marzo 2014         | 10,2%               | 12,0%                      | 9,8%                | 9,7%                       |
| 104      | 10 marzo 2014        | 11,6%               | 13,2%                      | 11,0%               | 11,2%                      |
| 105      | 11 marzo 2014        | 10,9%               | 11,5%                      | 11,5%               | 12,0%                      |
| 106      | 12 marzo 2014        | 11,2%               | 11,5%                      | 11,7%               | 12,2%                      |
| 107      | 13 marzo 2014        | 11,3%               | 12,5%                      | 11,4%               | 12,4%                      |
| 108      | 14 marzo 2014        | 11,5%               | 11,8%                      | 11,6%               | 11,7%                      |
| Media    | Media                | 8,83%               | 9,73%                      | 9,02%               | 9,58%                      |

## Colonna sonora
1. Jeongeupsa (Pop Ver.) (정읍사 (Pop Ver.)) – Lee Sang-eun
2. Jeongeupsa (정읍사) – Seo Hyun-jin feat. Kim Na-ni
3. Jeongeupsa (Pop Ver.) (Inst.) (정읍사 (Pop Ver.) (Inst.))
4. Jeongeupsa (Inst.) (정읍사 (Inst.))

## Riconoscimenti
| Anno | Premio           | Categoria                                                  | Ricevente     | Risultato   |
| ---- | ---------------- | ---------------------------------------------------------- | ------------- | ----------- |
| 2013 | MBC Drama Awards | Premio alla massima eccellenza, attore in un drama seriale | Lee Jae-ryong | Candidato/a |
| 2013 | MBC Drama Awards | Premio all'eccellenza, attore in un drama seriale          | Jo Hyun-jae   | Candidato/a |
| 2013 | MBC Drama Awards | Premio all'eccellenza, attrice in un drama seriale         | Seo Hyun-jin  | Candidato/a |
| 2013 | MBC Drama Awards | Premio all'eccellenza, attrice in un drama seriale         | Seo Woo       | Candidato/a |
| 2014 | APAN Star Awards | Premio all'eccellenza, attrice in un drama seriale         | Seo Hyun-jin  | Candidato/a |